# 全国共通おこめ券
全国共通おこめ券（ぜんこくきょうつうおこめけん）は、1983年から全国米穀販売事業協同組合（全米販）が発行している商品券のことである。通称「おこめ券」。おこめ券1枚（希望小売価格500円）で440円分の米が購入できる。「おこめ券取扱店」のステッカーが貼ってある店舗で購入、引き換えが可能。希望小売価格と引き換え価格との差額（1枚あたり60円）は流通経費・印刷代とされている。おこめ券購入時の消費税は非課税。一部地域ではテレビコマーシャルが放映されている。
表紙には金額ではなく「1kg」の記載があり、裏面に「お好みのお米440円分とお引換いたします」と記載されている（過去に販売されたおこめ券では520円分、540円分のお米と交換できるものもあり、現在でも使用できる）
なお、同タイプの商品券にJA全農が発行する「おこめギフト券」があり、両者を区別せずに「おこめ券」ということも多い。
また、本来の使い方ではないが、一部のドラッグストアやディスカウントストアなどで、お米以外の商品の支払いに充てることができるほか、ビジネスホテルチェーンの東横インでは宿泊料金の支払いができる。